# Honda J-VX
El Honda J-VX fue el primer Concept Car de Honda en fusionar loc conceptos híbrido y deportivo, con la integración del sistema eléctrico IMA (Integrated Motor Assist) y fue presentado por primera vez en el  Salón del Automóvil de Tokio en octubre de 1997. 
Este modelo que se impulsaba con un motor de 1,000 cc VTEC de 3 cilindros y lograba un consumo reducido de 3,33L/100 km (70 mpg). Estéticamente, contaba con un techo solar de cristal, una parte trasera con muchos detalles en común con el viejo Honda CR-X pero con una estética futurista, varios insertos fabricados en materiales ligeros de reciclados y un diseño aerodinámico. En el interior contaba con detalles de seguridad como asientos de un diseño deportivo para un mejor agarre y cinturones con airbag incorporado desarrollados por el fabricante de material para competición Takata. Eventualmente se convertiría en el Honda VV, un prototipo de preproducción del Honda Insight.
El vehículo se creó como una propuesta de un coche deportivo tan necesaria para el siglo 21 como, fue exhibido como un vehículo que es a la vez ecológico y divertido de conducir. Con el fin de que sea deportivo sin comprometer la capacidad de conducción y mejorado significativamente la economía de combustible se integró el sistema IMA equipado con la transmisión Honda Multimatic. El vehículo resultante tenía un diseño realmente futurista y comparte muchos rasgos a día de hoy con el Honda CR-Z, un deportivo lanzado en 2011 con el mismo concepto que presentó el JV-X.